# Franco Nones
Francesco Nones detto Franco (Castello-Molina di Fiemme, 1º febbraio 1941) è un ex fondista italiano, medaglia d'oro nella 30 km ai X Giochi olimpici invernali di Grenoble 1968 e primo campione olimpico italiano della storia dello sci di fondo. È considerato uno dei padri del movimento fondistico in Italia.

## Biografia
Nones esordì in campo nazionale ai Campionati italiani del 1960, vincendo - alla sua prima partecipazione - la staffetta con la squadra della Guardia di Finanza; a quel primo titolo ne sarebbero seguiti, nel corso della carriera, altri quindici. Nel 1964 partecipò ai suoi primi Giochi olimpici invernali, Innsbruck 1964 (10° nella 15 km, 5° nella staffetta), avviando così la sua carriera internazionale; tra le classiche dello sci nordico dei Paesi scandinavi ottenne tre vittorie a Faker, due a Kuopio e una a Rovaniemi e vari piazzamenti di rilievo, tra i quali un terzo posto a Lahti e un quarto a Holmenkollen.
Ai Mondiali di Oslo 1966 vinse la medaglia di bronzo nella staffetta, insieme con Giulio De Florian, Gianfranco Stella e Franco Manfroi; nella 30 km fu sesto. Due anni dopo, ai X Giochi olimpici invernali di Grenoble 1968, vinse l'oro nella 30 km, divenendo così il primo olimpionico italiano della storia dello sci di fondo e il primo atleta a interrompere il dominio fino ad allora esercitato, in sede olimpica, da Svezia, Norvegia, Finlandia e, più recentemente, Unione Sovietica. A Grenoble Nones fu anche 36° nella 15 km e 6° nella staffetta. Continuò a gareggiare fino alle successive Olimpiadi di Sapporo 1972, dove fu 40° nella 15 km.
Dopo il ritiro continuò a prestare servizio nella Guardia di Finanza con il grado di maresciallo e in seguito divenne imprenditore, specializzandosi nell'importazione di attrezzatura sciistica.

## Palmarès

### Olimpiadi
- 1 medaglia, valida anche ai fini iridati:
  - 1 oro (30 km a Grenoble 1968)

### Mondiali
- 1 medaglia, oltre a quella vinta in sede olimpica e valida anche ai fini iridati:
  - 1 bronzo (staffetta a Oslo 1966)

### Campionati italiani
- 16 ori (staffetta nel 1960 e in altre cinque occasioni; 15 km, 30 km nel 1964; 15 km, 30 km nel 1965; 15 km, 30 km nel 1966; 50 km nel 1967; 15 km, 30 km nel 1970; 15 km nel 1971)

## Riconoscimenti
- Nel maggio 2015, una targa a lui dedicata fu inserita nella Walk of Fame dello sport italiano a Roma, riservata agli ex-atleti italiani che si sono distinti in campo internazionale.[4][5]